# 皮埃尔维尔 (芒什省)
皮埃尔维尔（法語：Pierreville，發音：[pjɛʁvil] ⓘ）是法国芒什省的一个市镇，属于瑟堡区。

## 地理
皮埃尔维尔（49°28'24"N, 1°46'54"W）面积10.11 平方千米，位于法国诺曼底大区芒什省，该省份为法国西北部沿海省份，西、北、东北三面环大西洋，东起顺时针与卡爾瓦多斯省、奧恩省、马耶讷省和伊勒-维莱讷省接壤。
与皮埃尔维尔接壤的市镇（或旧市镇、城区）包括：勒罗泽勒、圣日耳曼勒加亚尔、叙尔坦维尔、科唐坦地区布里克贝克。
皮埃尔维尔的时区为UTC+01:00、UTC+02:00（夏令时）。

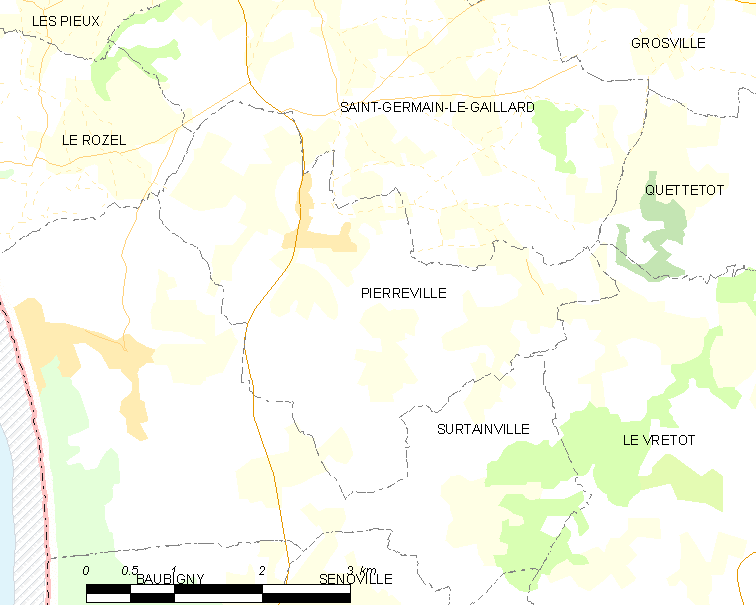
皮埃尔维尔的OSM定位图

## 行政
皮埃尔维尔的邮政编码为50340，INSEE市镇编码为50401。

## 政治
皮埃尔维尔所属的省级选区为莱皮约县。

## 人口

1962-2008年间皮埃尔维尔人口变化图示

皮埃尔维尔于2022年1月1日时的人口数量为759人。